# Vähä Kalliosalo
Vähä Kalliosalo är öar i Finland. De ligger i sjön Längelmävesi och i kommunen Kangasala i den ekonomiska regionen Tammerfors och landskapet Birkaland, i den södra delen av landet, 150 km norr om huvudstaden Helsingfors. Arean för den av öarna koordinaterna pekar på är 9,8 hektar och dess största längd är 0,7 kilometer i sydöst-nordvästlig riktning.